# Juan Héctor Sylvestre Begnis
Juan Héctor Sylvestre Begnis, conocido como "Canchi", (Rosario, 16 de junio de 1937 – 5 de agosto de 2012) fue un médico y político argentino, reconocido por su contribución al sistema de salud pública y su destacada carrera política. Fue hijo de Carlos Sylvestre Begnis, exgobernador de la provincia de Santa Fe.

## Primeros años y formación
Juan Héctor Sylvestre Begnis nació en la ciudad de Rosario, en el seno de una familia comprometida con la política y el servicio público. Siguiendo los pasos de su padre, estudió medicina y más tarde incursionó en la política, inicialmente dentro de la Unión Cívica Radical.

## Carrera política y profesional

### Cargos provinciales
En 1987, se postuló como candidato a vicegobernador de la provincia de Santa Fe por la Unión Cívica Radical, acompañando a Luis "Changui" Cáceres en la fórmula. Posteriormente, durante el segundo mandato del gobernador Jorge Obeid, ocupó el cargo de ministro de Salud de Santa Fe entre 2003 y 2007. En este período, implementó políticas para fortalecer el sistema de salud provincial, con énfasis en la accesibilidad y la modernización de la infraestructura sanitaria.

### Diputado Nacional
En 2005, fue elegido como diputado nacional por el Frente para la Victoria. Durante su mandato, presidió la Comisión de Acción Social y Salud Pública de la Cámara de Diputados, donde promovió iniciativas legislativas para mejorar la salud pública a nivel federal.

### Actividades adicionales
En 2007, se postuló como candidato a intendente de Rosario, aunque no logró obtener el cargo. Además, fundó y presidió ad honorem el Consejo Federal Legislativo en Salud (COFELESA), una entidad que buscaba coordinar políticas legislativas sanitarias entre las distintas provincias argentinas. Periódicamente se reunían en forma rotativa en diferentes provincias.

## Últimos años y legado
Tras finalizar su mandato como diputado en 2009, Sylvestre Begnis continuó trabajando como asesor en el Ministerio de Salud de la Nación hasta su fallecimiento en 2012.
Es recordado por su gran compromiso con la salud pública, su inmensa calidad humana y su dedicación al bienestar social, siguiendo el legado político y profesional de su padre. Fue una persona muy querida por todos aquellos que lo conocieron, destacándose por su gran sentido del humor, que iluminaba cualquier entorno en el que se encontraba. A lo largo de su carrera, contó con el apoyo de su leal asesora Miguela Pico, quien fue clave en varias de sus iniciativas.